# Diplopterina
Diplopterina är ett släkte av kackerlackor. Diplopterina ingår i familjen jättekackerlackor.
Kladogram enligt Catalogue of Life:
| Diplopterina | \| \| Diplopterina conradti \| \| \| \| \| \| Diplopterina parva \| \| \| \| |
|              | \| \| Diplopterina conradti \| \| \| \| \| \| Diplopterina parva \| \| \| \| |
|              | Diplopterina conradti                                                        |
|              |                                                                              |
|              | Diplopterina parva                                                           |
|              |                                                                              |